# Nazaré Paulista
Nazaré Paulista is een gemeente in de Braziliaanse deelstaat São Paulo. De gemeente telt 15.232 inwoners (schatting 2009).

## Aangrenzende gemeenten
De gemeente grenst aan Atibaia, Bom Jesus dos Perdões, Guarulhos, Igaratá, Mairiporã, Piracaia en Santa Isabel.